# Polycitor circes
Polycitor circes is een zakpijpensoort uit de familie van de Polycitoridae. De wetenschappelijke naam van de soort is voor het eerst geldig gepubliceerd in 1930 door Michaelsen.